# Дивља Србија (серијал)
Дивља Србија је четвороделни серијал у оквиру ТВ емисије Сасвим природно, која се емитује на телевизији РТС. Замишљена је као образовно-документарна емисија са циљем упознавања јавности о значају дивљих врста на територији Србије. Творац, режисер и водитељ је Јован Мемедовић.

## Епизоде
ТВ серијал сачињен је од четири епизоде у којима су покривене теме дивљих звери, инсеката, грабљивица и гмизаваца.

### Прва епизода (Дивље звери)
У првој епизоди представљене су крупне звери које живе на простору Србије, као и њихов статус, бројност и значај.
| Врста       | Латински назив | Фотографија |
| ----------- | -------------- | ----------- |
| Мрки медвед |                |             |
| Вук         |                |             |
| Шакал       |                |             |
| Рис         |                |             |

### Друга епизода (Инсекти)
У другој епизоди серијала приказани су типични инсекти на простору Србије, њихова улога и знчаја, као и болести које преносе.
| Врста          | Латински назив | Фотографија |
| -------------- | -------------- | ----------- |
| Крпељи         |                |             |
| Комарци        |                |             |
| Црне мушице    |                |             |
| Пешчане мушице |                |             |

### Трећа епизода (Грабљивице)
У трећој епизоди серијала приказане су највеће и најчешће птице грабљивице Србије, као и њихов значај за целокупни екосистем и човека.
| Врста        | Латински назив | Фотографија |
| ------------ | -------------- | ----------- |
| Јастреб      |                |             |
| Соко         |                |             |
| Ветрушка     |                |             |
| Обични мишар |                |             |
| Белорепан    |                |             |
| Орао крсташ  |                |             |
| Буљина       |                |             |

### Четврта епизода (Змије)
У четвртој епизоди серијала приказане су најчешће змије на простору Србије, као и њихов значај за целокупни екосистем и човека.
| Врста                | Латински назив | Фотографија |
| -------------------- | -------------- | ----------- |
| Степски смук         |                |             |
| Обични смук          |                |             |
| Смукуља              |                |             |
| Четворопругасти смук |                |             |
| Рибарица             |                |             |
| Белоушка             |                |             |
| Поскок               |                |             |
| Шарка                |                |             |
| Планински шарган     |                |             |